# Ulrich Wilson
Ulrich Wilson (Nieuw-Nickerie, 5 mei 1964) is een voormalig Nederlands voetballer van Surinaamse afkomst. Hij kwam onder andere uit voor FC Twente en FC Groningen. Hij was een verdediger, maar speelde ook wel als aanvaller.

## Clubcarrière
Wilson kwam uit de jeugdopleiding van Ajax. In het seizoen 1983/84 maakte hij, samen met Edwin Godee, deel uit van de eerste selectie van Ajax als reserves voor linksback Peter Boeve. In het seizoen 1984/85 speelde hij op uitleenbasis bij Willem II. Voor het seizoen 1985/86 maakte Ajax geen gebruik van de terugroepclausule en Wilson werd vervolgens ingelijfd door FC Twente. In zijn tweede jaar, 1986/87, werd hij clubtopscorer in de competitie met acht doelpunten. In seizoen 1987/88 werd hij verhuurd aan Ipswich Town FC. Wilson speelde zes wedstrijden voor de Engelse ploeg. Toen hij na een kerstvakantie in Nederland terugkeerde naar Groot-Brittannië, ontdekte de douane pornografisch materiaal in zijn bagage. Wilson werd de toegang tot het land ontzegd en werd op de boot terug naar Nederland gezet. Hij verklaarde later dat het materiaal bestemd was voor zijn landgenoot en collega-voetballer Romeo Zondervan .
Wilson keerde terug bij Twente, maar kwam niet tot spelen. Na afloop van het seizoen werd hij verkocht aan Go Ahead Eagles, dat uitkwam in de Eerste divisie. Een jaar later keerde hij via FC Groningen terug in de Eredivisie. In 1991 werd hij voor zes duels geschorst toen uit televisiebeelden bleek dat hij in een wedstrijd tegen Willem II zijn tegenstander Earnest Stewart had neergeslagen. Wilson bleef in totaal vijf seizoenen bij Groningen. In 1994 tekende hij een contract bij FC Volendam. Vanaf 1996 kwam hij uit voor Emmen. Hij beëindigde in 1998 zijn profloopbaan.